# Lista celor mai urmărite conturi de Instagram
Această listă conține 50 cele mai urmărite conturi de Instagram. În martie 2023, cel mai urmărit cont de pe platformă este chiar contul oficial Instagram, cu peste 638 milioane de urmăritori. Cristiano Ronaldo este cel mai urmărit utilizator individual, cu peste 550 milioane de urmăritori, iar Selena Gomez este femeia cu cei mai mulți urmăritori din lume. 35 de conturi au depășit suma de 100 milioane de urmăritori.

## 50 cele mai urmărite conturi

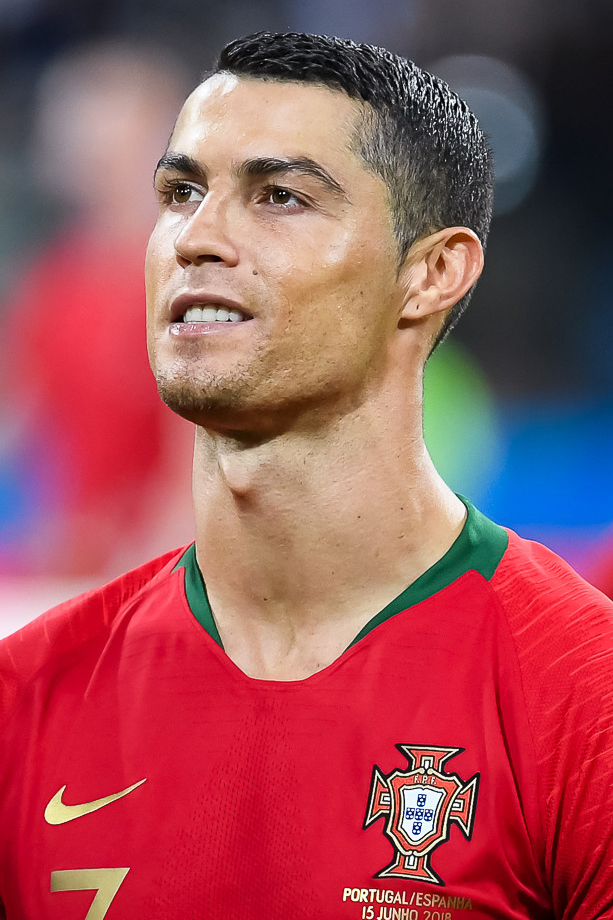
Cristiano Ronaldo este cel mai urmărit individ pe Instagram, cu peste 550 milioane de urmăritori.

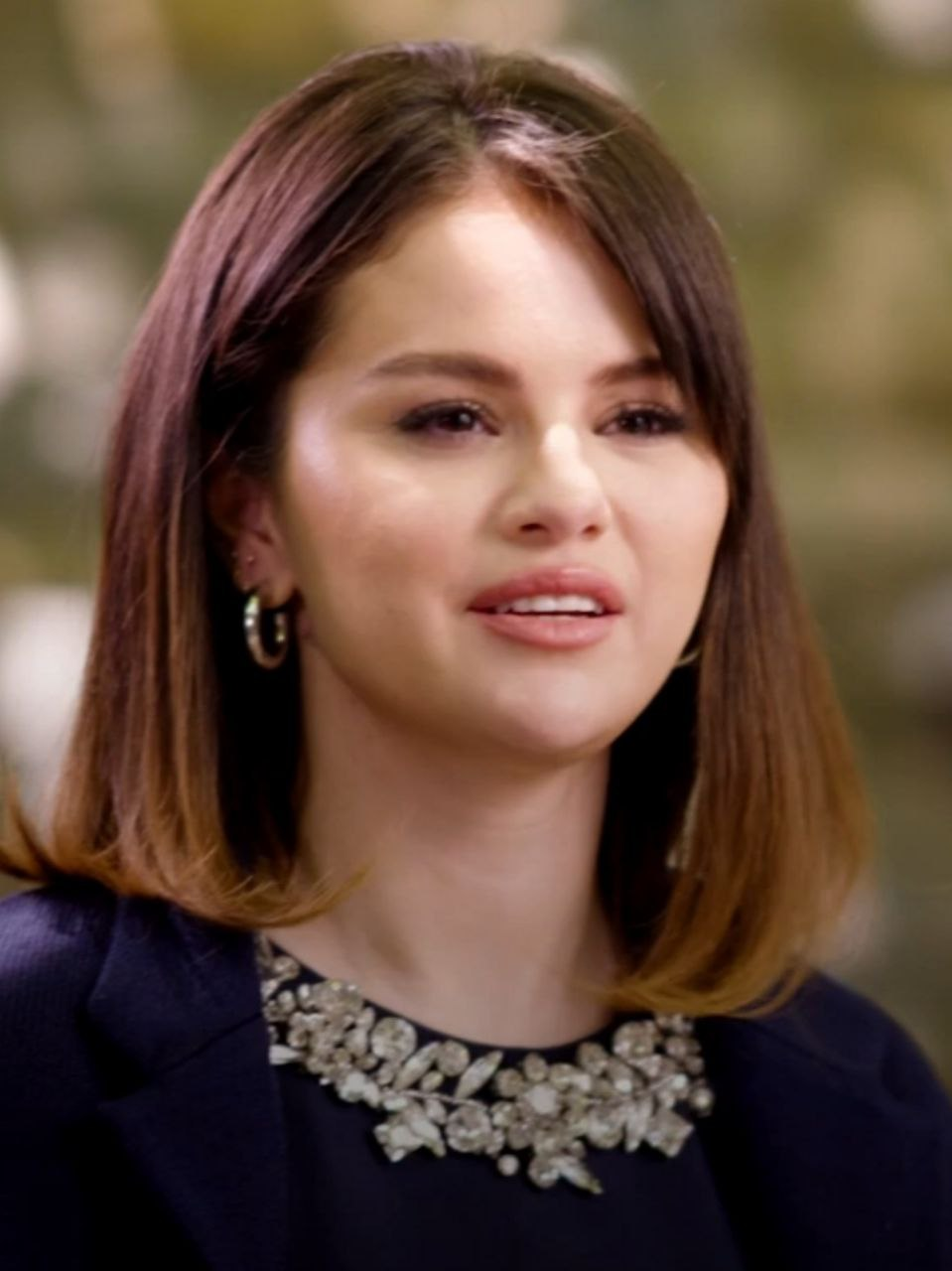
Selena Gomez este cea mai urmărită femeie pe Instagram, cu peste 394 milioane de urmăritori.

Lista următoare ne arată 50 cele mai urmărite conturi de Instagram în luna martie 2023.
| Loc         | Gen | Numele contului     | Proprietar          | Urmăritor (milioane) | Ocupația              | Țara      |
| ----------- | --- | ------------------- | ------------------- | -------------------- | --------------------- | --------- |
| 1           | –   | @instagram          | Instagram           | 676                  | Rețea de socializare  | USA       |
| 2           | M   | @cristiano          | Cristiano Ronaldo   | 637                  | Fotbalist             | POR       |
| 3           | M   | @leomessi           | Lionel Messi        | 504                  | Fotbalist             | ARG       |
| 4           | F   | @selenagomez        | Selena Gomez        | 424                  | Cântăreață și actriță | USA       |
| 5           | F   | @kyliejenner        | Kylie Jenner        | 397                  | Personalitate TV      | USA       |
| 6           | M   | @therock            | Dwayne Johnson      | 395                  | Actor                 | USA       |
| 7           | F   | @arianagrande       | Ariana Grande       | 377                  | Cântăreață și actriță | USA       |
| 8           | F   | @kimkardashian      | Kim Kardashian      | 361                  | Personalitate TV      | USA       |
| 9           | F   | @beyonce            | Beyoncé             | 316                  | Cântăreață            | USA       |
| 10          | F   | @khloekardashian    | Khloé Kardashian    | 307                  | Personalitate TV      | USA       |
| 11          | M   | @justinbieber       | Justin Bieber       | 294                  | Cânăreț               | CAN       |
| 12          | F   | @kendalljenner      | Kendall Jenner      | 291                  | Model                 | USA       |
| 13          | –   | @nike               | Nike                | 304                  | Îmbrăcăminte          | USA       |
| 14          | -   | @natgeo             | National Geographic | 281                  | Revistă               | USA       |
| 15          | F   | @taylorswift        | Taylor Swift        | 283                  | Cântăreață            | CAN       |
| 16          | M   | @virat.kohli        | Virat Kohli         | 270                  | Jucător de cricket    | India     |
| 17          | F   | @jlo                | Jennifer Lopez      | 251                  | Cântăreață și actriță | USA       |
| 18          | F   | @kourtneykardash    | Kourtney Kardashian | 222                  | Personalitate TV      | USA       |
| 19          | F   | @nickiminaj         | Nicki Minaj         | 228                  | Cântăreață            | TRI       |
| 20          | M   | @neymarjr           | Neymar              | 224                  | Fotbalist             | BRA       |
| 21          | F   | @mileycyrus         | Miley Cyrus         | 215                  | Cântăreață și actriță | USA       |
| 22          | F   | @katyperry          | Katy Perry          | 205                  | Cântăreață            | USA       |
| 23          | F   | @zendaya            | Zendaya             | 182                  | Actriță și Cântăreață | USA       |
| 24          | M   | @kevinhart4real     | Kevin Hart          | 179                  | Actor                 | USA       |
| 25          | F   | @iamcardib          | Cardi B             | 165                  | Cântăreață            | USA       |
| 26          | F   | @ddlovato           | Demi Lovato         | 155                  | Cântăreață            | USA       |
| 27          | M   | @kingjames          | LeBron James        | 160                  | Jucător de basket     | USA       |
| 28          | F   | @badgalriri         | Rihanna             | 151                  | Cântăreață            | BAR       |
| 29          | –   | @realmadrid         | Real Madrid C.F.    | 166                  | Club de fotbal        | ESP       |
| 30          | F   | @theellenshow       | Ellen Degeneres     | 138                  | Emisiune              | USA       |
| 31          | M   | @chrisbrownofficial | Chris Brown         | 144                  | Cântăreț              | USA       |
| 32          | M   | @champagnepapi      | Drake               | 145                  | Cântăreț              | CAN       |
| 33          | –   | @fcbarcelona        | FC Barcelona        | 129                  | Club de fotbal        | ESP       |
| 34          | F   | @billieeilish       | Billie Eilish       | 119                  | Cântăreață            | USA       |
| 35          | –   | @championsleague    | UEFA                | 116                  | Fotbal                | Europa    |
| 36          | M   | @vindiesel          | Vin Diesel          | 102                  | Actor                 | USA       |
| 37          | F   | @dualipa            | Dua Lipa            | 87.7                 | Cântăreață            | GBR       |
| 38          | F   | @gigihadid          | Gigi Hadid          | 77.5                 | Model                 | USA       |
| 39          | –   | @nasa               | NASA                | 97.3                 | Agenție spațială      | USA       |
| 40          | F   | @shakira            | Shakira             | 90.4                 | Cântăreață            | COL       |
| 41          | –   | @victoriassecret    | Victoria's Secret   | 76.0                 | Îmbrăcăminte          | USA       |
| 42          | F   | @priyankachopra     | Priyanka Chopra     | 91.8                 | Actriță și cântăreață | India     |
| 43          | M   | @davidbeckham       | David Beckham       | 88.3                 | Fotbalist             | GBR       |
| 44          | F   | @shraddhakapoor     | Shraddha Kapoor     | 92.3                 | Actriță               | India     |
| 45          | F   | @gal_gadot          | Gal Gadot           | 108                  | Actriță               | Israel    |
| 46          | F   | @lalalalisa_m       | Lisa                | 104                  | Cântăreață            | Thailanda |
| 47          | M   | @snoopdogg          | Snoop Dogg          | 89.1                 | Cântăreț              | USA       |
| 48          | F   | @nehakakkar         | Neha Kakkar         | 78.7                 | Cântăreață            | India     |
| 49          | M   | @shawnmendes        | Shawn Mendes        | 71.9                 | Cântăreț              | CAN       |
| 50          | M   | @justintimberlake   | Justin Timberlake   | 72.5                 | Cântăreț și actor     | USA       |
| august 2024 |     |                     |                     |                      |                       |           |